# Hockey Pattinaggio Maliseti
L'Hockey Pattinaggio Maliseti è una società italiana di hockey su pista con sede a Prato. I suoi colori sociali sono il blu e il bianco.

## Cronistoria
| Cronistoria dell' Hockey Pattinaggio Maliseti |
| --- |
| - 2016 – Fondazione dell'Hockey Pattinaggio Maliseti; la squadra si iscrive al campionato di Serie B. - 2016-2017 – 1º in Serie B girone C, 5º alle final eight. - 2017-2018 – 1º in Serie B girone C, vince le final eight. Promosso in Serie A2. - 2018-2019 – 5º in Serie A2, eliminato in semifinale dei play-off promozione. Eliminato in semifinale della Coppa Italia di serie A2. |

## Statistiche

### Partecipazioni ai campionati
| Livello | Categoria | Partecipazioni | Debutto   | Ultima stagione | Totale |
| ------- | --------- | -------------- | --------- | --------------- | ------ |
| 2º      | Serie A2  | 2              | 2018-2019 | 2019-2020       | 2      |
| 3º      | Serie B   | 2              | 2016-2017 | 2017-2018       | 2      |